# Ptochophyle volutisignata
Ptochophyle volutisignata är en fjärilsart som beskrevs av Louis Beethoven Prout 1925. Ptochophyle volutisignata ingår i släktet Ptochophyle och familjen mätare. Inga underarter finns listade.